# Nipsippan i Nässjö by
Nipsippan i Nässjö by är ett naturreservat i Sollefteå kommun i Västernorrlands län.
Området är naturskyddat sedan 1998 och är 2 hektar stort. Reservatet består av ängsmark och är en växtlokal för nipsippa.